# MC HotDog
MC HotDog (chinois : 姚中仁 ; pinyin : Yáo Zhōngrén) est un rappeur taïwanais né le 27 novembre 1978 à Taipei.

## Biographie
MC HotDog découvre adolescent le rap américain à la radio dans les années 1990. Passionné, il commence à écrire ses premières chansons qu'il met en ligne sur Internet. Puis il se fait connaître grâce à quatre EP sortis en 2001. Il sort ensuite un premier album, Wake Up, en 2006, qui lui vaut de décrocher le prix du meilleur album en mandarin de l'année aux 18e Golden Melody Awards (équivalent des Victoires de la musique à Taiwan). Il sort un second album en 2008 : 差不多先生.
Il est considéré comme un pionnier du hip-hop à Taïwan, et y est populaire de nos jours. Les paroles de ses chansons sont parfois controversées en raison de leur caractère provocant ou osé dans la critique.

## Album
EP
- MC HotDog (2001)
- 犬 (2001)
- 哈狗幫 (2001)
- 九局下半 (2001)

Albums
- Wake up (2006, Rock Records)
- 差不多先生 (2008, Rock Records)